# 张西挺
张西挺（1926年—1993年7月24日），女，原名简玉宝，又名简玉霞，河南省息县人。刘结挺妻子。中华人民共和国女性官员。

## 生平
1941年9月加入中国共产党，1946年10月起，任河南省太康县一区区委组织委员、副书记，后被俘，自首变节。1948年1月，息县解放后，张西挺隐瞒，捏造狱中情节，蒙骗组织，获得恢复党籍。1949年11月，随中国人民解放军第18军入川，任随军家属队指导员。1953年2月，任宜宾地委办公室主任，1954年5月，任县级宜宾市委第二副书记，1956年1月，任宜宾市委第二书记，同年8月起至1963年3月，任宜宾市委第一书记。因严重违法乱纪、合谋打击陷害干部群众，于1963年3月夫妻二人同时被撤销职务，1965年2月经中共中央批准，二人被开除党籍。
文化大革命期间，刘结挺、张西挺在四川组织操纵帮派势力，通过二月镇反，大搞篡夺省委领导权的活动。刘结挺曾任四川省革委会副主任、成都军区副政委、中共第九届中央委员；张西挺曾任四川省革委会副主任、中共第九届中央委员会候补委员。期间组织重庆大武斗、泸州武斗事件，造成重大伤亡事件。1978年6月20日，刘结挺、张西挺被逮捕，1982年3月，四川省高级人民法院以阴谋颠覆政府罪、反革命宣传煽动罪、诬告陷害罪判处刘结挺有期徒刑20年，剥夺政治权利5年；判处张西挺有期徒刑17年，剥夺政治权利5年。1993年5月30日，保外就医。1993年7月24日，张西挺病亡于四川成都，终年67岁。